# Culpa mía
Culpa mía (Engels: My Fault) is een Spaanse romantische film uit 2023, geregisseerd door Domingo González, in zijn debuut als regisseur. De hoofdrollen worden vertolkt door Nicole Wallace en Gabriel Guevara.

## Verhaal
Noah (Nicole Wallace) laat haar stad, vriendje en vriendinnen achter zich om te verhuizen naar de villa van de nieuwe echtgenoot van haar moeder. Daar ontmoet ze haar nieuwe stiefbroer Nick (Gabriel Guevara) en al snel ontstaan er botsingen tussen hun persoonlijkheden. De aantrekkingskracht tussen Noah en Nick zorgt echter voor wederzijdse aantrekkingskracht met een verboden relatie tot gevolg. De opstandige en gekwelde gemoederen zetten de levens van Noah en Nick op hun kop en halsoverkop worden de twee verliefd op elkaar.

## Rolverdeling
| Acteur          | Personage       |
| --------------- | --------------- |
| Nicole Wallace  | Noah            |
| Gabriel Guevara | Nick            |
| Marta Hazas     | Rafaella        |
| Iván Sánchez    | William Leister |
| Eva Ruiz        | Jenna           |
| Víctor Varona   | Lion            |
| Fran Berenguer  | Ronnie          |
| Iván Massagué   | Jonás           |

## Productie
De film is gebaseerd op het Wattpad-verhaal Culpa mía van Mercedes Ron, dat later uitgroeide naar een trilogie gepubliceerd bij Penguin Random House. Culpa mía is geproduceerd door Pokeepsie Films (Álex de la Iglesia en Carolina Bang) productie. De opnames van de film vonden plaats in de Costa del Sol, Torremolinos, Manilva en Marbella.

## Release
Culpa mía werd uitgebracht op Prime Video op 8 juni 2023. De film werd voor Amazon Prime Video in de openingsdriedagen de beste niet-Engelse film in de geschiedenis van de streamingdienst.